# Battaglia di Warksow
La battaglia di Warksow, detta anche prima invasione di Rugen, fu uno scontro che ebbe luogo nell'isola baltica di Rügen il 18 gennaio 1678 nel corso della guerra di Scania tra svedesi e l'esercito alleato danese e brandeburghese con il supporto dell'Assia-Kassel.
Gli svedesi furono in grado di radunare 3500 uomini per la battaglia, inclusi 2000 cavalieri. Le truppe alleate dano-brandeburghesi ammontavano a circa 4670 uomini, inclusi qualche migliaio di soldati brandebughesi e dell'Assia-Kassel oltre a 1770 cavalieri e 16 cannoni
170 svedesi persero la loro vita nello scontro. I dano-brandeburghesi persero in tutto 400 uomini sul campo di battaglia e 3600 furono i prigionieri. Dopo la battaglia e nei giorni seguenti, le intere forze alleate vennero catturate o costrette a seguire la bandiera svedese.

## Antefatto
Nel 1675, il regno di Svezia (che all'epoca era reputato tra le principali potenze europee) aveva dichiarato guerra al Brandeburgo-Prussia su pressione del suo alleato, Luigi XIV di Francia, dal momento che la potenza tedesca era entrata a sua volta in guerra con la Francia nell'ambito della guerra franco-olandese. Dopo che l'esercito svedese era stato battuto nella battaglia di Fehrbellin nel 1675, la Svezia si pose con un atteggiamento difensivo nei confronti dei confini della propria nazione, dal momento che i propri possedimenti nella Germania settentrionale (in particolare la Pomerania svedese) vennero subito minacciati da Danimarca e dal Brandeburgo.
Nel 1677 la flotta svedese venne quasi completamente distrutta nella battaglia della baia di Køge dalla flotta danese al comando dell'ammiraglio Niels Juel che assicurò la supremazia alla Danimarca nel Baltico per il resto dell'anno.
Dopo aver vinto la battaglia re Cristiano V di Danimarca decise di catturare l'isola di Rügen come prerequisito necessario agli alleati per conquistare il forte di Stralsund. Secondo accordi interni tra Brandeburgo e Danimarca, l'isola di Rügen sarebbe stata assegnata alla Danimarca una volta conclusa la pace con la Svezia.
Il 17 settembre 1677 le truppe danesi sotto il comando del loro sovrano sbarcarono sulla costa orientale dell'isola nei pressi di Prorer Wiek. I quasi 4200 soldati danesi non incontrarono quasi resistenza dal momento che il generale svedese Otto Wilhelm von Königsmarck era stato colto impreparato e le sue truppe si erano in gran parte spostate verso la città di Stralsund che si trovava sotto assedio.
Per questo, i danesi furono in grado di trincerarsi di fronte al villaggio. Dopo che i danesi ebbero ottenuto il supporto necessario di un reggimento di cavalleria brandeburghese comandato dal colonnello von Hülsen (2110 uomini in tutto) nel mese di ottobre, il gruppo avanzò sulle truppe svedesi che nel frattempo si erano trasferite a Rügen, ed avevano preso posizione presso Bergen. Gli svedesi vennero battuti nella successiva battaglia di Bergen e si ritirarono ad Altefähr. Poco dopo gli svedesi di Königsmarck dovettero lasciare anche quest'ultima posizione e marciare in gruppo verso Stralsund. Solo la città di Prosnitzer Schanze (Neue Fährschanze) rimase nelle mani degli svedesi.
Per le devastazioni e i saccheggi di svedesi, danesi e brandeburghesi, l'isola nel frattempo appariva completamente disabitata e le truppe non erano in grado di rifornirsi a dovere. Il 21 ottobre il re di Danimarca fece ritorno in patria. Parte delle truppe brandeburghesi vennero ritirate dall'isola, lasciandovi solo 970 uomini.
Le truppe dano-brandeburghesi, ora sotto il comando del maggiore generale Detlef von Rumohr e del colonnello Wilhelm Friedrich von Hülsen. Questi due ebbero istruzioni di non scontrarsi con gli svedesi sino all'arrivo di ulteriori rinforzi che, pur promessi, poi non arrivarono a destinazione. Il comandante svedese, il feldmaresciallo Otto Wilhelm von Konigsmark, pensò che fosse giunto il momento opportuno per riprendere il controllo dell'isola e trasferirvi 3500 uomini nel gennaio del 1678 da Brandshagen. Gli svedesi scelsero di sbarcare a Neufährschanze che era ancora nelle loro mani.

## La battaglia

Il maggiore generale Königsmarck, comandante delle forze svedesi nello scontro

Contro gli ordini ricevuti, gli alleati dano-brandeburghesi al comando del maggiore generale von Rumohr decisero di dare battaglia agli svedesi. Alle 9:00 la battaglia iniziò con uno scambio di colpi d'artiglieria sulla strada tra Poseritz e Gustow, nei pressi del castello di Warksow.
Quando Detlef von Rumohr venne ucciso da una palla di cannone, la confusione iniziò a farsi strada tra le forze alleate dano-brandeburghesi. Per tutta risposta, il generale svedese Konigsmark decise di attaccare con le sue truppe. L'attacco venne lanciato dall'ala destra svedese contro la cavalleria brandeburghese. Questi riuscirono a disperdere la cavalleria svedese, ma vennero respinti dopo che la stessa cavalleria svedese si fu riorganizzata e rinforzata con le proprie riserve. Le truppe del Brandeburgo tentarono una sortita, ma non ricevettero adeguato supporto dai danesi col risultato di venire battuti dal nemico. Le forze svedesi decisero quindi di attaccare il fianco e il retro danese. Demoralizzate, le forze alleate vennero battute e costrette alla fuga. Gli svedesi riuscirono a catturare quasi tutti i soldati della fanteria danese impiegati nello scontro. Dopo quattro ore di scontri, gli svedesi si vedevano così assicurata la vittoria.

## Conseguenze

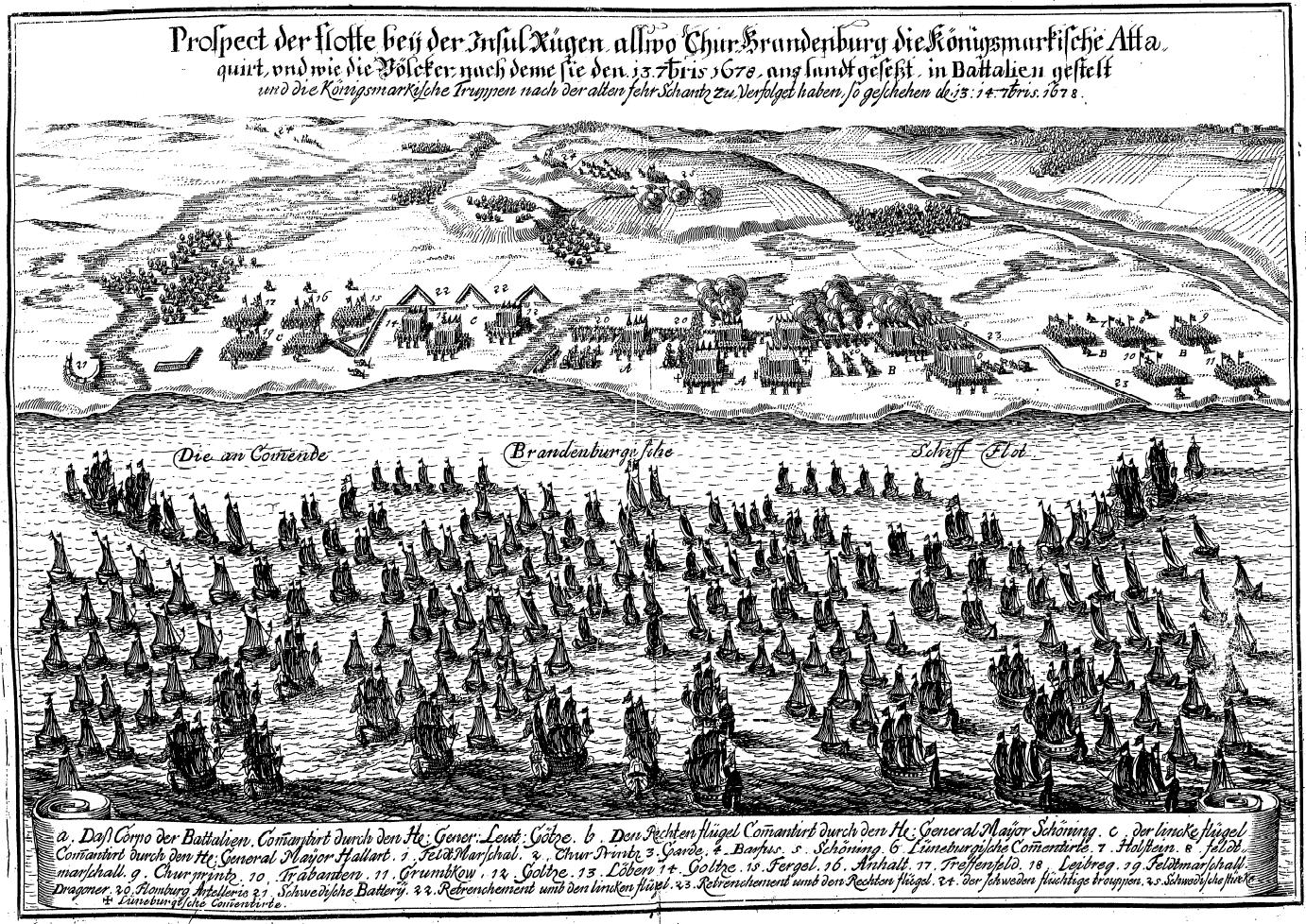
La ripresa dell'invasione da parte degli alleati il 23 settembre 1678, appena 8 mesi dopo la battaglia

Il giorno successivo, gli svedesi occuparono Bergen, inseguendo i nemici sino a Jasmund ed a Wittow e catturando ciò che rimaneva delle truppe alleate. I soldati fatti prigionieri vennero integrati nell'esercito svedese e reimpiegati a Rügen. Ad ogni modo, le truppe dano-brandeburghesi si ripresero poco dopo dalla sconfitta subita. Nel corso dell'estate del 1678 i danesi razziarono diverse volte l'isola di Rügen e pianificarono coi brandeburghesi una nuova invasione dell'isola. L'invasione di Rügen ebbe infatti luogo il 23 settembre 1678, quando le truppe brandeburghesi sbarcarono nuovamente sull'isola, catturandola nel giro di due giorni.